# Steinar Lein
Steinar Lein (Trondheim, 26 luglio 1971) è un allenatore di calcio ed ex calciatore norvegese, di ruolo centrocampista.

## Carriera

### Giocatore

#### Club
Lein è cresciuto nelle giovanili del Kolstad, con cui nel 1986 ha vinto la Norway Cup riservata ai ragazzi della sua età. Ha poi giocato con la prima squadra del Kolstad, prima di passare all'Elverum nel 1994. Tornato al Kolstad nel 1995, l'anno seguente è stato in forza al Byåsen.
Nel 1997 è stato ingaggiato dal Rosenborg. Ha esordito in Eliteserien il 18 giugno 1997, schierato titolare nella vittoria per 1-0 arrivata sul Bodø/Glimt. Il 6 luglio successivo ha trovato il primo gol, nel 3-0 inflitto al Lillestrøm. Ha contribuito alla vittoria di due campionati.
Nel 1999, Lein è passato all'Haugesund, in 1. divisjon. Il 18 aprile ha debuttato con questa casacca, schierato titolare nel 2-0 inflitto all'Eik-Tønsberg. Il 13 giugno ha siglato il primo gol in campionato, nella vittoria per 4-3 sul Lyn Oslo. Ha contribuito alla promozione dell'Haugesund in Eliteserien, arrivata al termine di quella stessa stagione.
Nel 2003 è passato al Vard Haugesund, dov'è rimasto fino al 2010, anno in cui si è ritirato dall'attività agonistica.